# Samalien (langue)
Le samalien était une langue sémitique parlée à Sam'al.
Le samalien est principalement connu à partir de trois inscriptions, deux connues sous le nom d'inscriptions Panamuwa (KAI 214–215), déterrées à la fin du 19e siècle, et une troisième connue sous le nom d'inscription Katumuwa, déterrée en 2008.

## Classification
Parmi les langues sémitiques, le samalien est celle qui présente le plus de similitudes avec l'araméen. Il a  souvent été considéré comme un dialecte primitif de l'araméen, probablement influencé par le cananéen. Les preuves solides sont cependant absentes, et le samalien est plutôt considéré comme un membre indépendant du groupe sémitique du Nord-Ouest ’ ou, avec l' inscription Deir Alla, une variété sœur d'araméen dans un groupe « aramoïde » ou « syrien »’.

## Caractéristiques linguistiques
Les caractéristiques reliant le samalien à l'araméen comprennent :
- un changement * n> r dans le mot br 'son', bien que cela ne soit attesté que comme une partie des noms personnels et peut ne pas avoir été le mot d'origine. Le même phénomène apparaît également dans un texte phénicien de Sam'al (la stèle de Kilamuwa)[5]’[6].
- perte de * ʔ dans le mot ḥd (<* ʔḥd) 'un'[5]. Cela se produit sporadiquement aussi en hébreu biblique et dans le dialecte phénicien de Byblos[6].
- un changement * ɬʼ> q, par exemple ʔrq 'terre', connu comme un dispositif orthographique également en araméen ancien[5] (en araméen plus tard, proto-sémitique *ɬʼ se déplace plutôt vers /ʕ/ ).
- apparition du n pour le m final[5].

Pat-El & Wilson-Wright proposent comme caractéristiques générales supplémentaires du samalien le développement des voyelles nasales, comme le mot final n attendu après de longues voyelles est systématiquement absent des inscriptions panamuwa;  ainsi qu'un marqueur d'objet wt, apparenté à l'araméen ləwāt 'avec'.

## Remarques
1. ↑  Pat-El et Wilson-Wright 2019, p. 372.
2. 1 2  Huehnergard 1995, p. 282.
3. 1 2  Pat-El et Wilson-Wright 2019.
4. ↑  Kogan 2015, p. 601.
5. 1 2 3 4  Huehnergard 1995, p. 278.
6. 1 2  Pat-El et Wilson-Wright 2019, p. 374.
7. ↑  Pat-El et Wilson-Wright 2019, p. 383.